# Zakharovite
La zakharovite est un minéral silicate de sodium et de manganèse de formule Na4Mn5Si10O24(OH)6·6H2O. Elle a une couleur jaune avec un éclat nacré. Découverte en 1982 dans la péninsule de Kola au nord de la Russie, elle porte le nom d'Evgeny Evgenevich Zakharov (1902-1980), directeur de l'Institut d'exploration géologique de Moscou. On la trouve dans des veinules d'ussingite coupant la foyaïte dans des massifs alcalins différenciés.

## Propriétés
La zakharovite est de couleur jaunâtre à jaune vif, orange ou jaune verdâtre et possède un éclat vitreux, cireux, nacré ou terne, avec une dureté de 2 sur l'échelle de Mohs et une densité mesurée entre 2,58 et 2,64 g/cm3,. Elle cristallise dans le système trigonal avec une maille de cellule élémentaire de a = 14,58 Å et c = 37,71 Å. Sa biréfringence est négative avec un indice de 0,030.

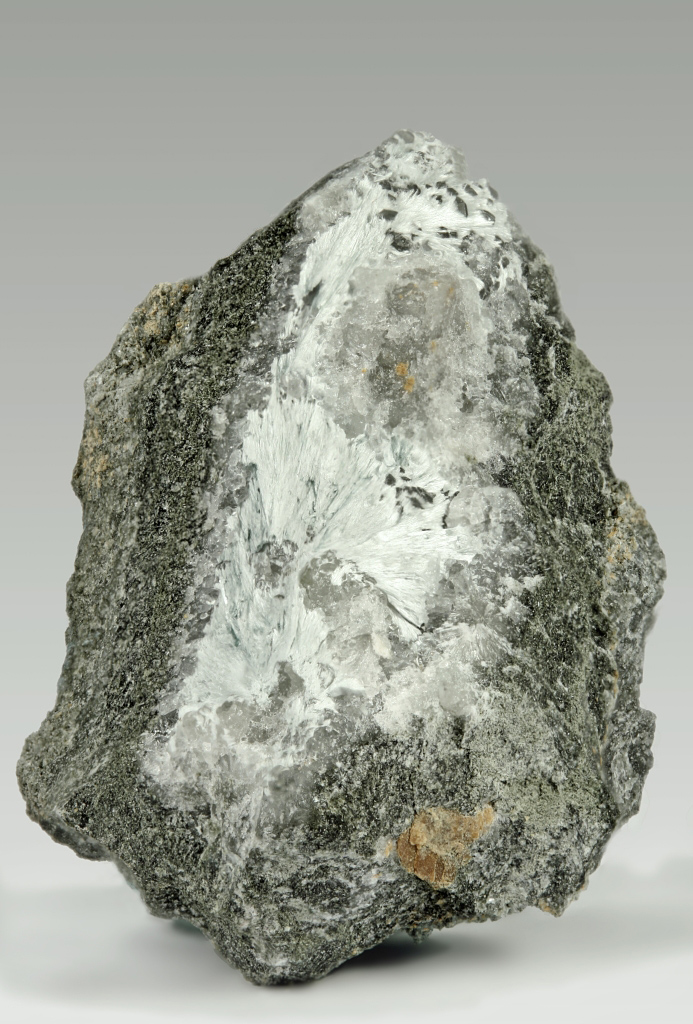
Les zones orange/brunes sont de la zakharovite, sur une matrice makatite et de varennésite. Carrière Demix-Varennes en Montérégie, Québec au Canada.

## Gisements et formation
Les gisements connus de Zakharovite sont limités aux montagnes des Khibiny et Lovozersky dans l'oblast de Mourmansk, dans le nord-ouest de la Russie. Il se trouve dans des roches ignées ultra-alcalines et agpaïtiques, qui se sont formées il y a plus de 3 milliards d'années.
En termes de paragenèse, la zakharovite est associée à d'autres silicates contenant du sodium, du manganèse, du calcium, du potassium, du fer et du titane. Elle est souvent confondue visuellement avec des minéraux similaires tels que le shafranovskite.